# Franz Albert Aepinus

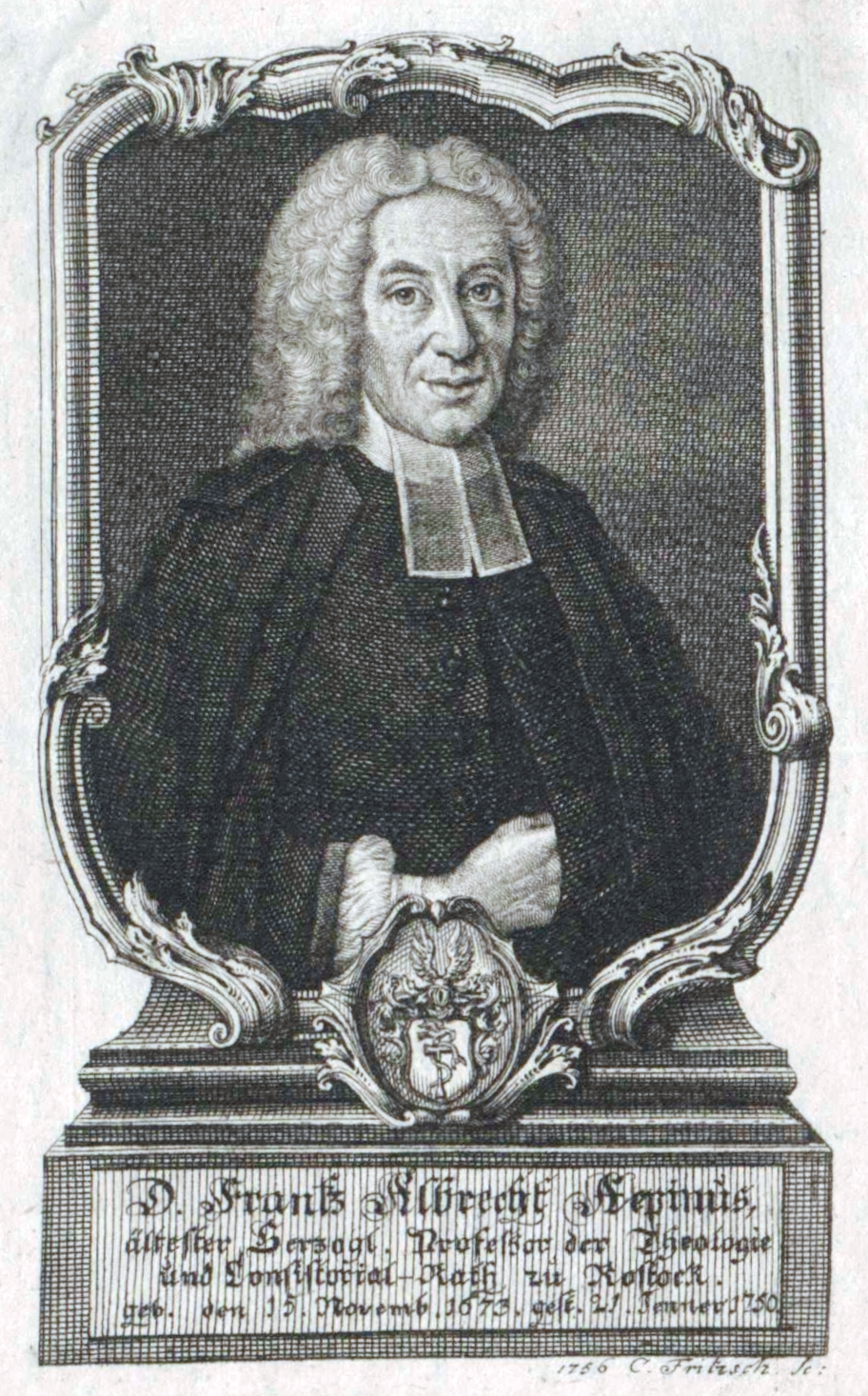
Franz Albert Aepinus, Stich von Christian Fritzsch (1756)

Franz Albert Aepinus (* 15. November 1673 in Wanzka; † 14. Februar 1750 in Rostock) war ein deutscher evangelischer Theologe, Schriftsteller und Philosoph.

## Leben
Franz Albert Aepinus studierte an der Universität Rostock und an der Universität Jena; 1696 wurde er Magister der Philosophie. Im Jahr 1709 übernahm er das Amt des Rektors der Domschule Ratzeburg, im Folgejahr wurde er zum Doktor der Evangelischen Theologie promoviert. 1712 wurde er in Rostock außerordentlicher Professor der Logik. Seine Berufung in die theologische Fakultät als ordentlicher Professor erfolgte 1712. 1723 übernahm Franz Albert Aepinus höhere Ämter der Kirche, beispielsweise das eines Konsistorialrats und das des Generalsuperintendenten, die er bis zu seinem Tod innehatte. Ein Sohn Aepinus’ war der Rostocker Philosoph und Hochschullehrer Angelius Johann Daniel Aepinus, ein anderer, Franz Ulrich Theodor Aepinus, wurde als Astronom, Mathematiker, Physiker und Naturphilosoph bekannt. 
Im Jahr 1724 war Franz Albert Aepinus der 605. Rektor der Universität Rostock.

## Werke
- Indroductio in philosophiam
- De pietatis ad christianismum necessitudine (1728)
- Mataeologiae fanaticae compendium ex Dippelii scriptis collectum etc. (1721)